# Pellaea riedelii
Pellaea riedelii är en kantbräkenväxtart som beskrevs av Bak. Pellaea riedelii ingår i släktet Pellaea och familjen Pteridaceae. Inga underarter finns listade.